# William Chomsky
William Chomsky (Kupil, Ucraïna, 	15 de gener de 1896 - Filadèlfia, Pennsilvània, Estats Units, 21 de juliol de 1977) va ser un lingüista estatunidenc nascut a Ucraïna que va destacar en l'estudi de la gramàtica hebrea. Va emigrar als Estats Units, on va adquirir la nacionalitat i va treballar al Gratz College i altres centres hebreus. Allà es va casar amb Elsie Simonofsky i va tenir dos fills: David, físic, i Noam Chomsky, el cèlebre lingüista.
La seva obra més coneguda és Hebrew: The Eternal Language, que sintetitza els seus estudis anteriors, apareguts en diferents revistes científiques.